# دختر دشت آرارات
دختر دشت آرارات (ارمنی: Արարատյան հովիտի աղջիկը) یک فیلم است محصول سال ۱۹۴۹، به کارگردانی هامو بیک-نازاریان 

## بازیگران
- آوت آوتیسیان
- گورگن گن
- استپان کوورکوف
- هایک دانزاس[الف]
- داویت پوغوسیان (بازیگر)
- تادئوس ساریان
- کارپ خاچوانیان
- متاکسیا سیمونیان
- [ب]
- ی. هاروتیونیان[پ]
- گورگن گابریلیان (بازیگر)
- وارتگس یاووریان[ت]
- آرام آمیربکیان
- ویولتا یوتوجیان[ث]

## یادداشت
1. ↑  Հայկ Դանզաս
2. ↑  Դմիտրի Կիպիանի
3. ↑  Ե. Հարությունյան
4. ↑  Վարդգես Յավուրյան
5. ↑  Վիոլետա Յութուջյան